# Kim Olsen
Kim Olsen, född 11 februari 1979, är en dansk före detta fotbollsspelare.
Under hösten 2008 var han utlånad till Örebro SK från Silkeborg IF. Den 3 november 2008 skrev han på ett treårskontrakt med Örebro SK. Under sommaruppehållet år 2010 i Sverige längtade han hem till Danmark och danska Vejle BK köpte honom.